# 泉名月
泉 名月（いずみ なつき、1933年（昭和8年）9月21日 - 2008年（平成20年）7月6日）は、日本の作家。幻想的な童話や、泉鏡花とその家族にまつわる回想記を執筆した。1999年（平成11年）に金沢市に開設された泉鏡花記念館の名誉館長を務めるなど、泉鏡花の作品の普及と研究の発展にも貢献した。泉鏡花文学賞の選考委員も務めた。

## 家族
父は、優れた幻想文学の作家として知られる泉鏡花の弟で、自身も作家である泉斜汀（本名・豊春）である。泉鏡花にとっては姪にあたる。泉鏡花の死後、その妻・泉すずの養女となった。

## 略歴
1933年（昭和8年）  愛知県渥美郡田原町池の原に生まれる。
1943年（昭和18年） 実母とともに上京。養母の泉すず宅で3人で暮らすこととなる。
1944年（昭和19年） 現在の静岡県熱海市に疎開。近所に疎開していた谷崎潤一郎から童話の創作について指導を受ける。
1952年（昭和27年） 熱海の借家が立ち退きにあい、東京、渥美半島を経て、現在の神奈川県逗子市に転居する。
1968年（昭和43年） 明治大学大学院修士課程日本文学専攻修了。修士論文は「泉鏡花作品 本文考察」。
1969年（昭和44年） 童話集『鬼ゆり』（中央公論事業出版）を刊行。
1975年（昭和50年） 『鬼ゆり』を大幅に増補して學藝書林より刊行。
1982年（昭和57年） 泉すずから聞いた泉鏡花とその家族にまつわる回想記『羽根つき・手がら・鼓の緒』（深夜叢書社）を刊行。
1995年（平成7年） 泉鏡花の幻想文学の代表作を編纂した『鏡花幻想譚』全5巻（河出書房新社）の解説を執筆。
2008年（平成20年） 死去。葬儀は神奈川県逗子市の逗子二葉会館。

## 逸話
- 名月という名は、父が「ちょうど中秋名月の時、名前を名月と書いて、なつき、とつけよう」と言って命名された[4]。
- 死去の2日前に書きのこした「辞世」には、こうある。「月を眺め仰いでください。美しいものを見てください。人生を愛してください。それがロマンです。」[5]

## 泉名月記念ふしぎ図書館
2012年（平成24年）11月3日、田原市図書館では、泉名月の功績を記念し、中央図書館の2階に、泉名月と泉鏡花に関する図書をはじめ、幻想文学や怪談に関する資料を集めたコーナーとして「泉名月記念ふしぎ図書館」を開設した。